# Minnesteinen
Minnesteinen är en kulle i Antarktis. Den ligger i Östantarktis. Norge gör anspråk på området. Toppen på Minnesteinen är 1 299 meter över havet.
Terrängen runt Minnesteinen är huvudsakligen lite kuperad. Minnesteinen är den högsta punkten i trakten. Trakten är obefolkad. Det finns inga samhällen i närheten.